# Fontaine de Beaumes-de-Venise
La fontaine de Beaumes-de-Venise est un monument historique de Vaucluse, situé dans la ville de Beaumes-de-Venise.

## Histoire
Le site est inscrit monument historique par arrêté du 13 avril 1933.